# Baumann & Streuli

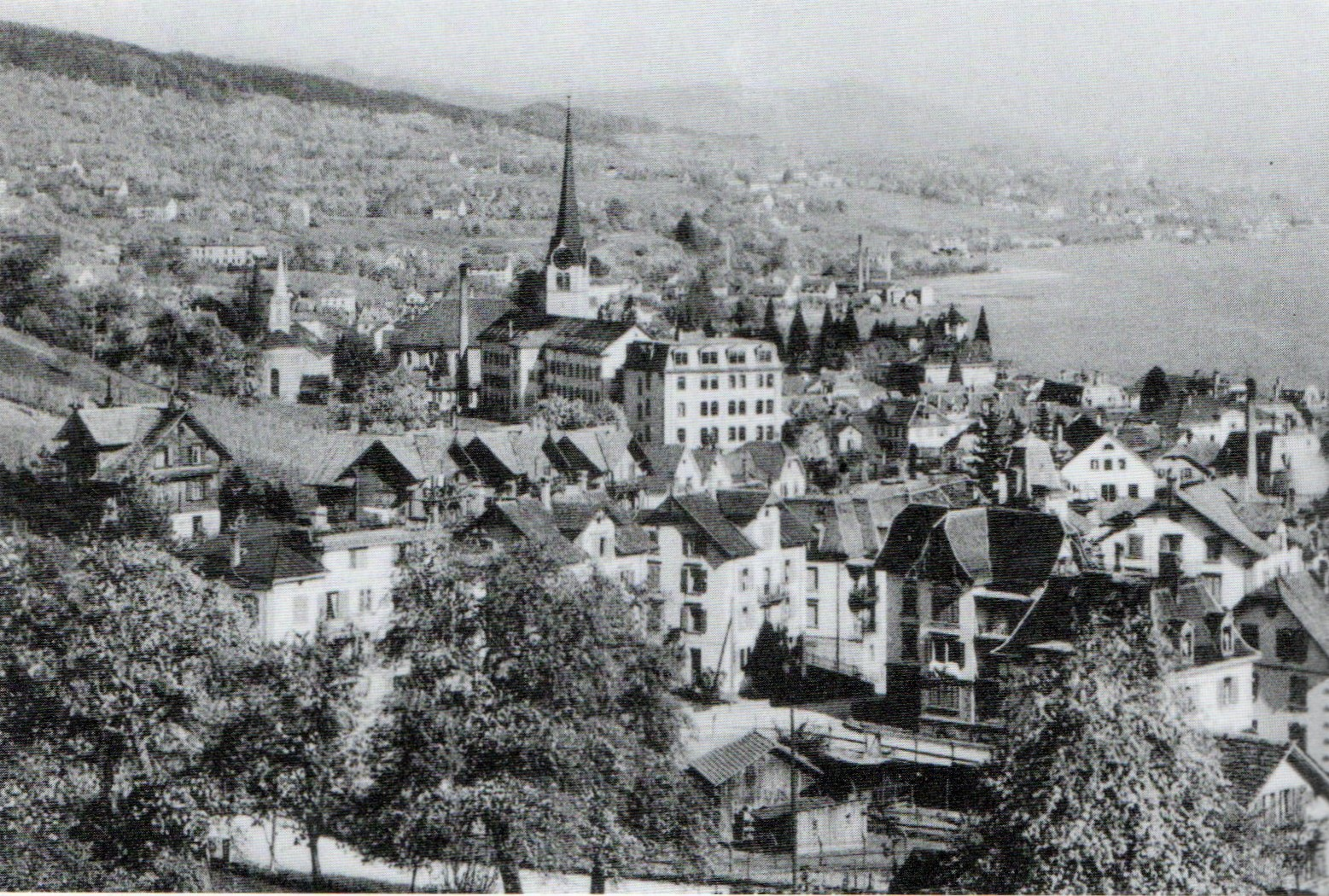
Baumann & Streuli Burghalden, um 1900

Baumann & Streuli wurde 1839 in Horgen im Kanton Zürich in der Schweiz gegründet. Das Unternehmen stellte Seidenstoffe her und gehörte Ende des 19. Jahrhunderts zu den grössten Textilfabriken der Schweiz. Sie wurde nach Stünzi & Söhne zur zweitgrössten Seidenweberei in «Klein-Lyon».
Die Produktion wurde 1925 in Horgen und 1929 in Reinfelden aufgegeben und das Unternehmen 1935 aufgelöst.

## Höhn & Baumann

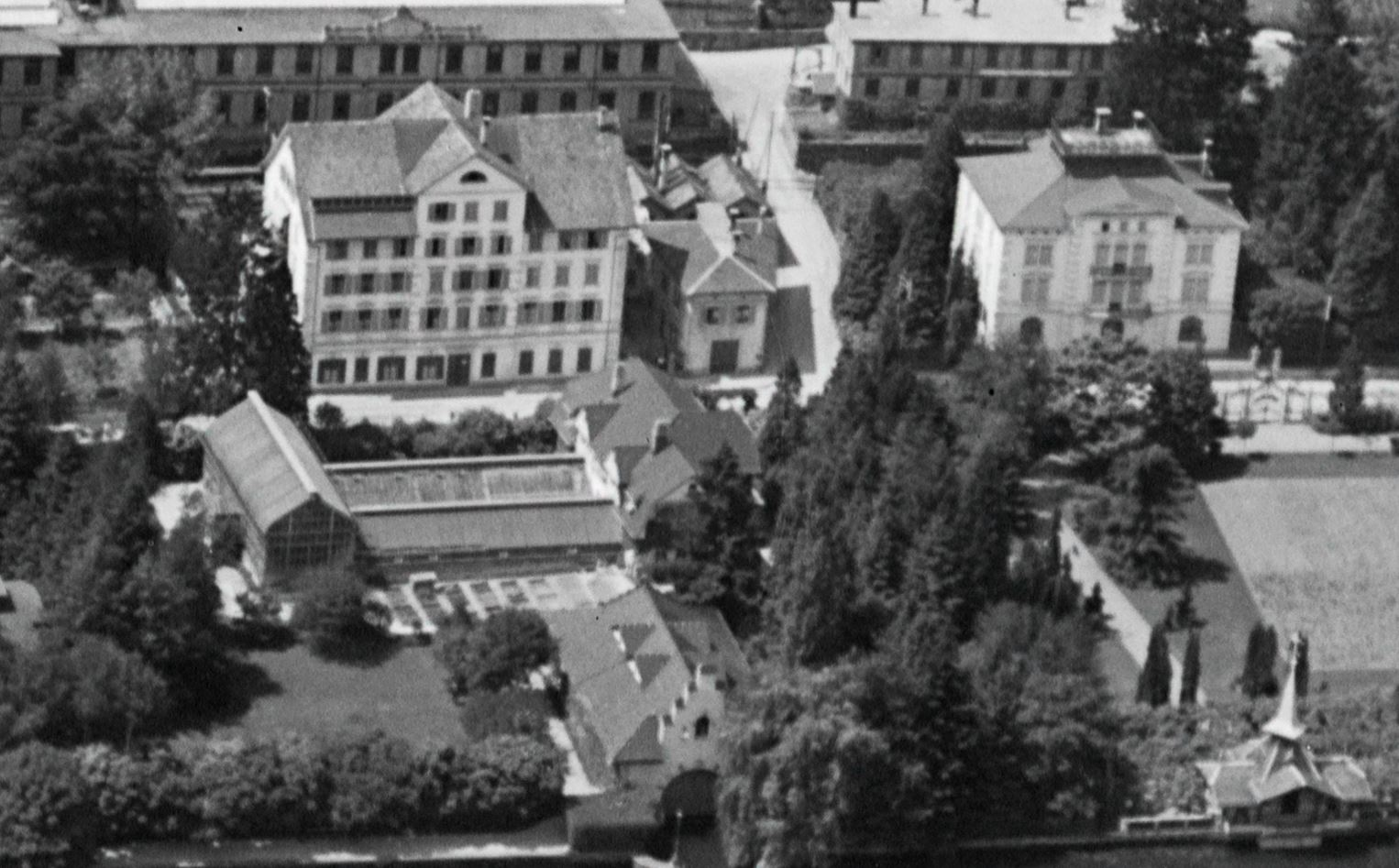
Seegarten (links) und Villa Palme (1919)

Johann Jakob Baumann (1803–1865), Sohn des Drechslermeisters Hans Jakob Baumann und der Anna Barbara Höhn, gründete 1828 ein Seidenstofffabrikationsgeschäft unter dem Namen Höhn & Baumann und mietete das Geschäftslokal «Seegarten» in Horgen. Ein Aufenthalt in Leipzig, wo hauptsächlich das Ostgeschäft (Russland usw.) gepflegt wurde, hatte ihn zu diesem Entschluss bewogen. Sein Vater und der Onkel Hans Caspar Höhn unterstützen ihn finanziell.

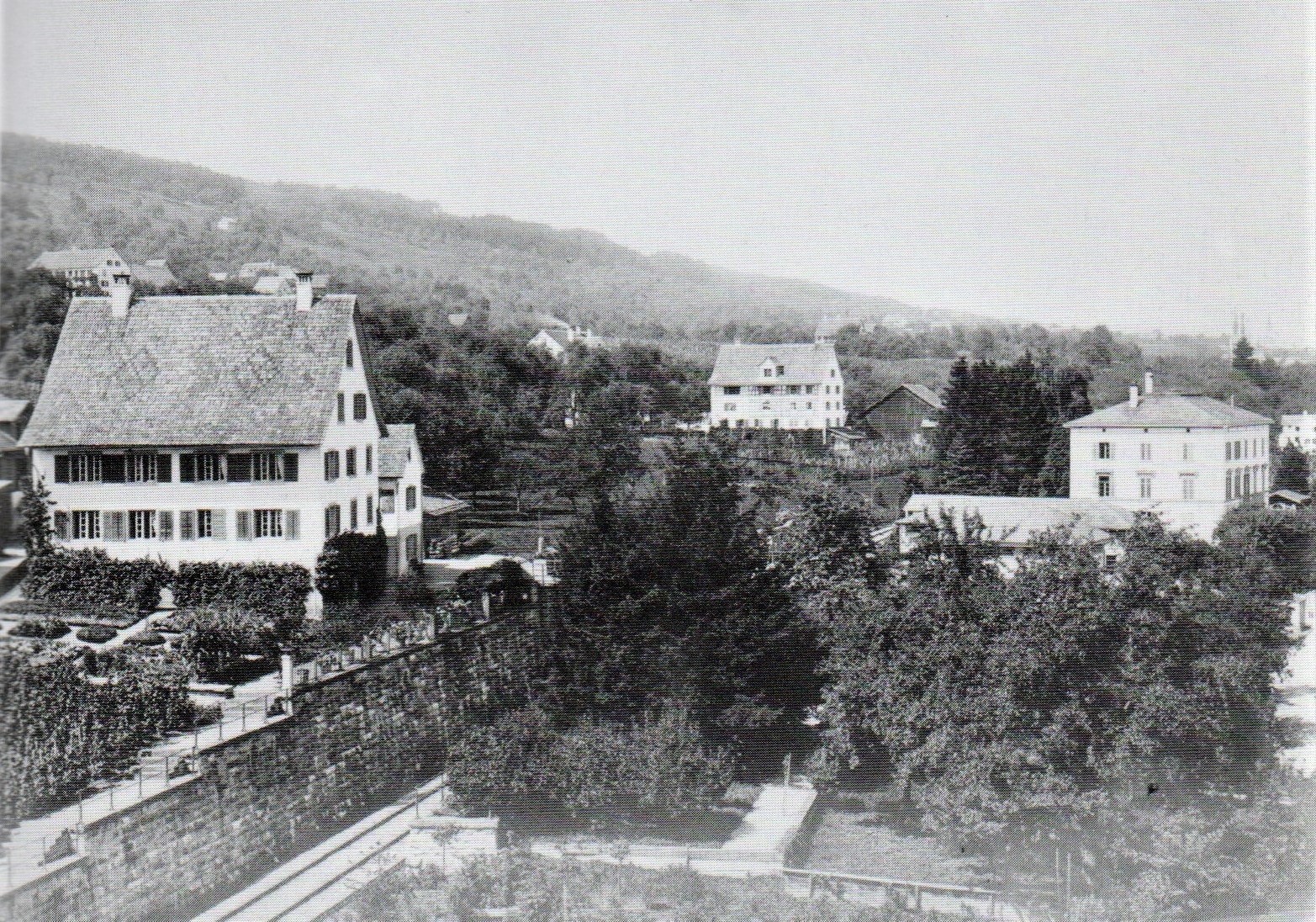
Wohnhaus zum Rosenberg, rechts Villa Hüni

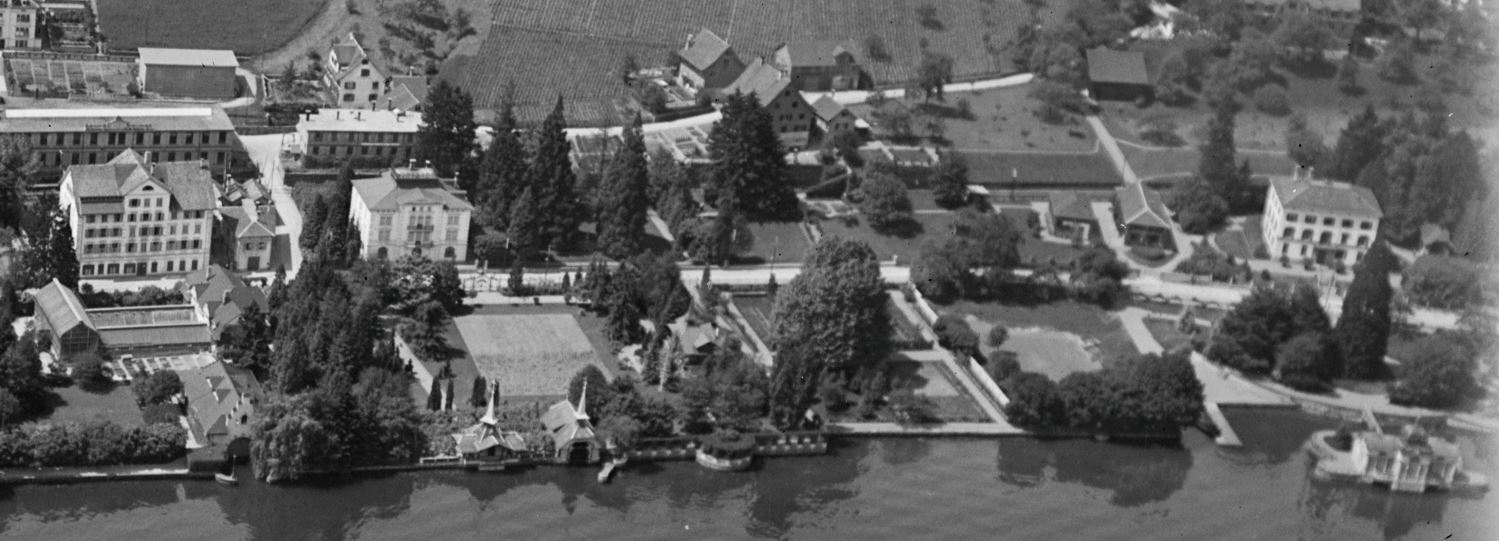
Seegarten, Villa Palme, Rosenberg, Villa Hüni (1919)

Der Betrieb wurde mit 120 Handwebstühlen eröffnet, um Seidenstoffe in der gleichen Qualität wie in Lyon herzustellen. Die Seidenstoffe wurden im Verkaufsgeschäft in Zürich und im eigenen Verkaufslager in Leipzig vermarktet. Johann Jakob Baumann hatte 1831 Elise Diezinger geheiratet und übersiedelte mit seiner Familie nach Leipzig, um die Leitung des Verkaufslagers selber zu übernehmen. Neben Leipzig wurde in Frankfurt am Main, Augsburg, Hamburg und Nürnberg verkauft. 1833 wurde Beziehungen in den Vereinigten Staaten hergestellt. Das Geschäft in Horgen wurde von Onkel Hans Kaspar Höhn und den Teilhabern Bruder Hans Caspar Baumann-Hüni  (1806–1862) und den Vettern Hans Jakob Höhn und Hans Caspar Streuli-Maurer (1805–1861) betrieben.
1839 traten Hans Caspar Baumann-Hüni und Hans Caspar Streuli-Maurer aus dem Unternehmen aus und gründeten die Firma Baumann & Streuli. 1845 trat auch Hans Caspar Höhn als Teilhaber zurück und gründete 1946 mit seinem Schwiegersohn Hans Heinrich Stäubli das Seidengeschäft Höhn & Stäubli.
Johann Jakob Baumann-Diezinger kehrte aus Leipzig zurück und kaufte den «Seegarten». Die gute Entwicklung des Geschäftes in Zürich führte 1850 zum Entschluss, den Geschäftssitz von Horgen nach Zürich zu verlegen. Johann Jakob Baumann-Diezinger kaufte das Land beim Schanzengraben in der Nähe des Paradeplatzes und liess darauf das Wohn- und Fabrikgebäude «Tiefengrund» samt Stallungen errichten. Die Firma wurde in Baumann älter & Goedecke umbenannt. Der «Seegarten» in Horgen wurde verkauft.

## Baumann & Streuli
Hans Caspar Baumann-Hüni und Hans Caspar Streuli-Maurer gründeten 1839 im ehemaligen Weinbauernhaus zum «Rosenberg» (im Heilibach, westlich des heutigen Grob Areals) in Horgen die Firma Baumann & Streuli. Das Heilibachhaus «Rosenberg» war seit 1839 Wohnsitz der Familie Baumann-Hüni, die nebenbei auch Weinbau betrieb. Das zugehörige Waschhaus wurde zu einem Seidenwindereigebäude mit Musterweberei umgebaut. Zusätzlich zum «Rosenberg» liess Hans Caspar Baumann 1840 bergseits der Seegartenstrasse (westlich des heutigen Seebades Seerose) die «Villa Palme» als Wohn- und Geschäftshaus erbauen.  Nach Streulis Tod 1861 wurde sein ältester Sohn Emil (1839–1915) Teilhaber des Unternehmens. Nach seiner Heirat mit Mina Hüni (1841–1924), der Tochter von Heinrich Hüni-Stettler, bezogen sie 1864 Minas Elternhaus, die Villa Hüni im Herner.
Baumann & Streuli, damals eine der grössten und kapitalkräftigsten Horgner Seidenfirmen, erwarben 1878 das Fabrikgebäude von Thomann & Hubacher auf Burghalden (Ort des heutigen Bezirksgebäudes). Im gleichen Jahr gründeten sie mit dem Geschäftsführer von Thomann & Hubacher die Mechanische Seidenstoffweberei Horgen als ihre Filiale. 1894 fusionierte diese Firma mit Baumann & Streuli und nahm als Baumann, Streuli & Co. deren Namen an. Mit der Übernahme der Seidenstoffweberei wurde der Firmensitz von Baumann, Streuli & Co. an die Thalgasse 16 in Zürich verlegt.
Das Fabrikgebäude auf Burghalden wurde um ein Stockwerk aufgestockt und 1896 um ein Gewerbehaus mit Ferggerei, Winderei, Musterweberei und Büros erweitert. In der vergrösserten Fabrik konnten 250 mechanische Webstühle betrieben werden. Dazu kamen 340 mechanische Webstühle (wovon 120 Jacquardswebstühle) in der 1891  eröffneten Zweigniederlassung in Badisch Rheinfelden. 
In der mechanischen Weberei auf Berghalden wurden auf den 250 schmalen einschiffigen Webstühlen die klassischen reinseidenen Zürcher Artikel angefertigt und auf einer Anzahl Jacquardstühlen schwarze reinseidene Damassés für Kleider- und Futterstoffe. Der grosse Modewandel kam mit dem Übergang von den «am Faden gefärbten» zu den «am Stück gefärbten» Geweben, die breitere Webstühle erforderten.
Weiterhin wurden 350 Handwebstühle in Heimarbeit betrieben, auf denen Taffet, Louisine oder Messaline gewoben wurden. 1903 wurden von Horgen aus durch fünf Anrüster 250 Handwebstühle betreut sowie von der Ferggerei Hütten aus durch zwei Anrüster rund 100 Handwebstühle. 1905 ging die Ferggerei in Hütten und 1907 die Horgner Landferggerei ein.
Nachfolgeprobleme (Tod von Emil Streuli-Hüni 1915 und Walter Baumann 1918, Cesar Stünzi-Streuli (1862–1935) ohne männliche Nachkommen) und das schwierigere wirtschaftliche Umfeld (Aufkommen der Kunstseide, kaum mehr Aufträge aus dem kriegsversehrten Deutschland, drastische Erhöhung der Importzölle in den Vereinigten Staaten) führten 1925 nach einigen Jahren mit Verlusten zur Liquidation der Weberei in Horgen und zur Entlassung von 180 Mitarbeitern, in einer Periode wachsender Arbeitslosigkeit.  Die modern eingerichtete Fabrik in Badisch Rheinfelden wurde 1929 an die Firma Siber & Wehrli AG in Zürich verkauft.